# Goofy
Goofy là một nhân vật phim hoạt hình được tạo ra bởi Công ty Walt Disney. Anh ta là một con chó nhân hóa cao ráo, thường mặc áo cổ lọ và áo vest, với quần, giày, găng tay trắng cùng vớimột chiếc mũ cao, ban đầu được thiết kế như một chiếc mũ phớt nhàu nhĩ. Goofy là bạn thân của Chuột Mickey và Vịt Donald. Anh ta thường được mô tả là vụng về và lờ mờ một cách vô vọng, nhưng cách giải thích này không phải lúc nào cũng tuyệt đối; đôi khi Goofy được thể hiện có trực giác và thông minh, mặc dù theo cách độc đáo, lập dị của riêng anh.
Goofy ra mắt trong phim hoạt hình, bắt đầu từ năm 1932 với vai Dippy Dawg trong Mickey's Revue, đây là nhân vật phiên bản người lớn của Goofy. Cùng năm đó, anh được tưởng tượng lại thành một nhân vật trẻ hơn, hiện nay gọi là Goofy, trong phim ngắn The Whoopee Party. Trong suốt thập niên 1930, anh xuất hiện thường xuyên như một phần của bộ ba hài kịch với Chuột Mickey và Donald. Bắt đầu từ năm 1939, Goofy có một loạt phim ngắn riêng nổi tiếng trong thập niên 1940 và đầu thập niên 1950. Hai bộ phim ngắn của Goofy từng được đề cử giải Oscar là How to Play Football (1944) và Aquamania (1961). Anh cũng đóng vai chính trong một loạt phim ngắn với Donald, bao gồm Polar Trappers (1938), là lần đầu tiên xuất hiện mà không có Chuột Mickey. Ba phim ngắn Goofy nữa được sản xuất vào thập niên 1960 sau đó Goofy chỉ xuất hiện trên truyền hình và truyện tranh Disney. Anh trở lại sân khấu hoạt hình năm 1983 với Mickey's Christmas Carol. Lần xuất hiện trên sân khấu gần đây nhất của anh là How to Hook Up Your Home Theater năm 2007. Goofy cũng có mặt trong phim truyền hình, nhiều nhất là trong Goof Troop (1992), House of Mouse (2001–2003), Mickey Mouse Clubhouse (2006–2016), Mickey Mouse (2013–2019), Mickey and the Roadster Racers (2017–2021), DuckTales (2017-2021), Mickey Mouse Funhouse (2021-2025) và Mickey Mouse Clubhouse+ (2025-nay).
Ban đầu được biết đến với cái tên Dippy Dawg, nhân vật này thường được biết đến với cái tên đơn giản là "Goofy", một cái tên được sử dụng trong loạt phim ngắn của anh ấy. Trong các phim hoạt hình những năm 1950, anh thường đóng vai một nhân vật có tên là George G. Geef. Các nguồn từ liên tục từ Goof Troop  cho biết tên đầy đủ của nhân vật là G. G. "Goofy" Goof, có thể liên quan đến tên trong thập niên 1950. Trong nhiều nguồn khác, cả phim hoạt hình và truyện tranh, họ Goof tiếp tục được sử dụng. Trong các truyện tranh từ những năm 2000 khác, tên đầy đủ của nhân vật đôi khi được đặt là Goofus D. Dawg.

## Bối cảnh

Goofy xuất hiện ẩn danh trong phim hoạt hình đầu tay Mickey's Revue (1932)

Theo Pinto Colvig là nghệ sĩ lồng tiếng ban đầu cho nhân vật, Goofy được lấy cảm hứng từ một "ngôi làng cười toe toét, dở hơi" từ quê hương của ông ở Jacksonville, Oregon và trước đây ông từng áp dụng phong cách cư xử đó cho một nhân vật sân khấu mà ông đặt tên là "The Oregon Appleknocker". Sau cuộc thảo luận với Walt Disney và đạo diễn Wilfred Jackson, họ quyết định rằng đây sẽ là cơ sở cho một thành viên mới của dàn diễn viên Chuột Mickey đang mở rộng. Colvig dành cả ngày hôm sau trong phòng thu để diễn xuất nhân vật hoạt hình mới trước nhà làm phim hoạt hình Tom Palmer. Dựa trên "tư thế và biểu cảm kỳ cục" của Colvig, Palmer sẽ phác thảo những gì sẽ trở thành Goofy. Nhà sáng tạo hoạt hình Art Babbit được ghi công cho việc phát triển nhân vật. Trong một bài giảng vào thập niên 1930, Babbitt đã mô tả nhân vật này là: "Hãy coi Goof là sự kết hợp của một người mãi mãi lạc quan, một người cả tin không khác gì người Samaritan tốt lành, một kẻ nửa thông minh, một anh chàng nhà quê lười biếng, tốt bụng."

## Xuất hiện

### Những năm đầu

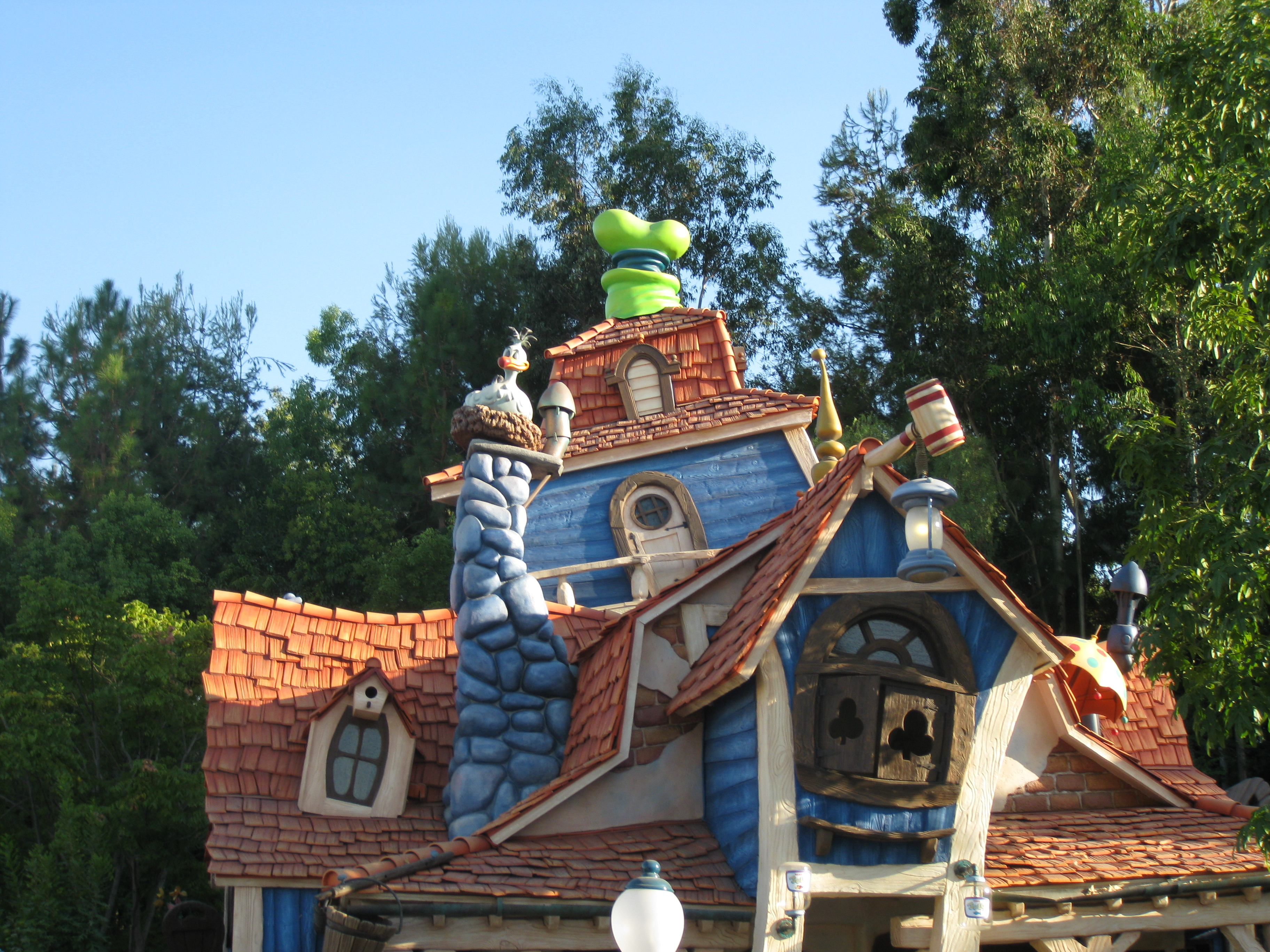
Nhà của Goofy tại Disneyland

Goofy xuất hiện lần đầu trong Mickey's Revue, phát hành lần đầu ngày 27 tháng 5 năm 1932 do Wilfred Jackson đạo diễn. Bộ phim ngắn này có Chuột Mickey, Chuột Minnie, Horace Horsecollar và Bò Clarabell biểu diễn một bài hát và các tiết mục khiêu vũ khác. Mickey và những đoạn phim ngắn của nhóm anh ấy vào thời điểm này thường xuyên giới thiệu các bài hát và vũ điệu. Đây là cơ sở cho mọi bộ phim hoạt hình Mickey điển hình vào thời điểm đó, điều khiến bộ phim này trở nên khác biệt so với tất cả những gì đã xảy ra trước đó là sự xuất hiện của một nhân vật mới, một nhân vật có những hành vi giống như một trò đùa. Dippy Dawg là cái tên mà họa sỹ của Disney là Frank Webb đã đặt cho anh, ông là một thành viên trong vai trò khán giả. Anh ta liên tục chọc tức những khán giả của mình bằng cách bẻ vụn đậu phộng một cách ồn ào và cười lớn, cho đến khi hai trong số những khán giả đó hạ gục anh ta bằng cái vồ của họ (và sau đó cười chính xác như anh ta đã làm). Phiên bản đầu tiên của Goofy có những điểm khác biệt với phiên bản sau này và được phát triển nhiều thứ hơn ngoài tên gọi. Anh là một ông già với bộ râu bạc trắng, cái đuôi cụp, không mặc quần dài, quần đùi hay áo lót. Nhưng đoạn phim ngắn đã giới thiệu tiếng cười khác biệt của Goofy. Tiếng cười này là do Pinto Colvig sáng tạo ra. Sau đó, một Dippy Dawg trẻ hơn nhiều, xuất hiện trong The Whoopee Party, ra mắt lần đầu tiên vào ngày 17 tháng 9 năm 1932, với tư cách là khách dự tiệc và là bạn của Mickey cũng như nhóm của anh ta. Dippy Dawg xuất hiện tổng cộng bốn lần vào năm 1932 và hai lần nữa vào năm 1933, nhưng hầu hết trong số đó chỉ là vaikhách mời.

### Những năm bộ ba với Mickey và Donald
Mickey's Service Station của đạo diễn Ben Sharpsteen phát hành lần đầu tiên vào ngày 16 tháng 3 năm 1935 là phần đầu tiên của bộ phim hài ngắn cổ điển "Mickey, Donald và Goofy". Trong nững bộ phim đó, bộ ba luôn cố gắng hợp tác để thực hiện một nhiệm vụ nhất định được giao cho họ. Nhưng ngay từ ban đầu họ đã trở nên xa cách nhau. Sau đó, trọng tâm của đoạn phim ngắn bắt đầu xen kẽ câu chuyện mỗi nhân vật phải đối mặt với các vấn đề trước mắt, họ sẽ giải quyết vấn đề theo phong cách hài kịch riêng biệt. Phần cuối của đoạn ngắn sẽ tái hợp cả ba để chia sẻ thành quả sau những nỗ lực, thường là thất bại nhiều hơn thành công. Clock Cleaners phát hành lần đầu ngày 15 tháng 10 năm 1937 và Lonesome Ghosts, phát hành lần đầu ngày 24 tháng 12 năm 1937, thường được coi là điểm nổi bật của loạt phim này và các tác phẩm hoạt hình kinh điển .

### Chia tay và hình thành một loạt phim cá nhân
Tiếp theo, Goofy bắt đầu đóng vai chính trong phim hoạt hình cá nhân đầu tiên của anh là Goofy and Wilbur do Dick Huemer đạo diễn, phát hành lần đầu ngày 17 tháng 3 năm 1939. Đoạn phim ngắn có cảnh Goofy câu cá với sự giúp đỡ của châu chấu Wilbur, thú cưng của anh ấy.

### LoạtHow to...

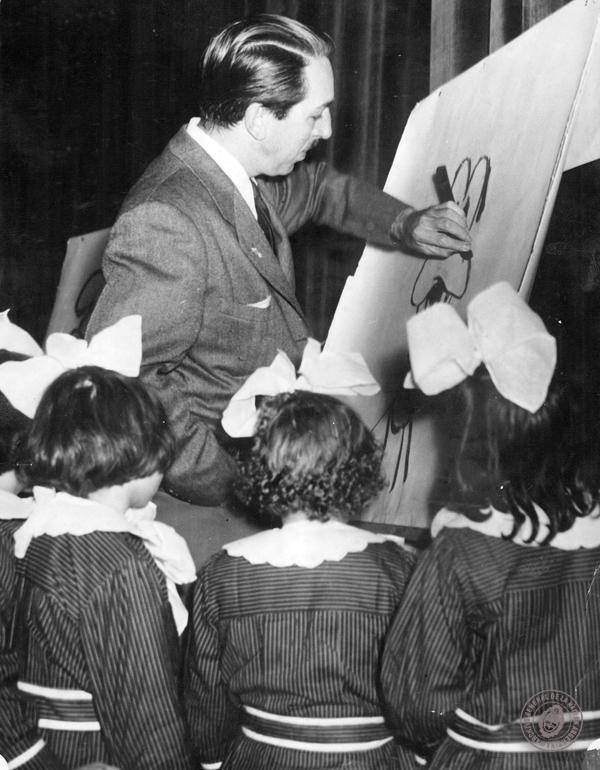
Disney vẽ Goofy cho một nhóm nữ sinh ở Argentina, 1941.

Năm 1938, một năm sau khi vào vai nhân vật Goofy lần cuối cùng, Colvig bất hợp tác với Disney và rời khỏi hãng phim, khiến Goofy không có tiếng nói. Theo Leonard Maltin, điều này là nguyên nhân dẫn đến loạt phim hoạt hình How to ... ra đời vàothập niên 1940, trong đó nhân vật Goofy có rất ít lời thoại và một người kể chuyện (thường là John McLeish) sẽ được sử dụng (họ cũng sẽ sử dụng lại giọng nói của Colvig để ghi âm hoặc thuê một người tên là Danny Webb để bắt chước). Trong phim hoạt hình, Goofy thể hiện một cách vụng về nhưng luôn quyết tâm và không bao giờ nản lòng, làm thế nào để làm mọi thứ từ trượt tuyết đến ngủ, đá bóng, cưỡi ngựa. Phim hoạt hình How to ... của Goofy chạy tốt đến mức chúng trở thành một định dạng chủ lực và vẫn được sử dụng trong các phim ngắn của Goofy hiện tại, mới nhất là How to Hook Up Your Home Theater, được phát hành rạp trong năm 2007.

### Chiến tranh Thế giới II
Trong Thế chiến thứ hai, Goofy nhập ngũ và trở thành biểu tượng của Phi đội ném bom 602 và Phi đội ném bom 756 của Không quân Hoa Kỳ. Goofy đã được trao tặng Purple Heart, điều này sau đó được tiết lộ là một trò lừa dối của Goofy và anh ta bị buộc tội Stolen Valor. Năm 2018, anh ta vẫn đang kể lại cho mọi người những câu chuyện bịa đặt về cách anh ta gây bão ở Bãi biển Normandy.

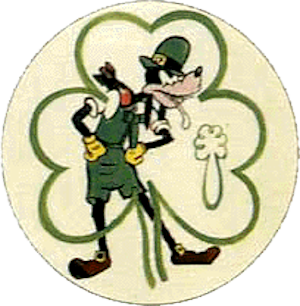
Biểu tượng của Phi đội ném bom số 602 (phê duyệt ngày 6 tháng 3 năm 1944)
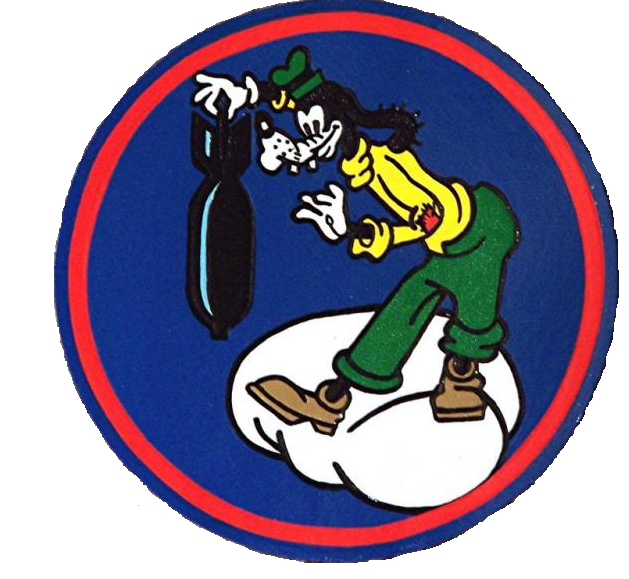
Biểu tượng của Phi đội ném bom số 756

### Những nămEveryman
Thập niên 1950 chứng kiến Goofy hóa thân thành một người đàn ông của gia đình, trải qua những thử thách trong cuộc sống hàng ngày, chẳng hạn như ăn kiêng, bỏ hút thuốc và các vấn đề trong việc nuôi dạy con cái. Chính Walt Disney đã đưa ra ý tưởng này, hy vọng nó sẽ đưa cá tính trở lại vào nhân vật mà anh bị mất đi khi Goofy chỉ đơn thuần là một hiện tượng đám đông. Goofy không bao giờ được gọi là "Goofy" trong thời kỳ này. Trong khi mọi phim hoạt hình tiếp tục với phần mở đầu, "Walt Disney presents Goofy" trước mỗi tiêu đề của phim hoạt hình thì anh ấy thường được gọi là "George Geef" trong lời thoại. Khi các câu chuyện kể về Goofy với nhiều nhân vật, thì anh cũng có nhiều tên khác nhau. Ngoài ra, phim ngắn Goofy những năm 1950 đã mang đến cho Goofy một sự lột xác. Anh trở nên thông minh hơn, có đôi mắt nhỏ hơn với hàng lông mày, thường toàn thân nhợt nhạt thay vì chỉ có khuôn mặt (trong khi phần còn lại là màu đen), và đôi khi có giọng nói bình thường. Anh thậm chí còn thiếu đi đôi tai cụp đặc trưng, cặp răng nhô ra bên ngoài và đôi găng tay trắng trong một số phim ngắn.

### Những lần xuất hiện sau
Sau bộ phim giáo dục năm 1965 Goofy's Freeway Troubles, Goofy hầu như nghỉ hưu và chỉ đóng vai khách mời, vì phim hoạt hình ngày càng bị lu mờ củng như việc diễn viên lồng tiếng Pinto Colvig đã qua đời. Goofy đã có một màn trình diễn trong chương trình lưu diễn năm 1969 Disney on Parade với diễn viên Herbie the Love Bug. Hồ sơ của anh ấy bắt đầu tăng trở lại sau khi xuất hiện trong Mickey's Christmas Carol với tư cách là hồn ma của Jacob Marley. Sau đó, anh ấy xuất hiện trong Sport Goofy in Soccermania, một chương trình truyền hình đặc biệt năm 1987. Anh cũng có màn xuất hiện chớp nhoáng trong Disney/Amblin Bản hit từng đoạt giải Oscar trong Who Framed Roger Rabbit, trong đó Roger Rabbit nói về Goofy: "Không ai có sức bật như Goofy! Đúng lúc! Thật khéo léo! Thật là một thiên tài!". Sau đó anh xuất hiện ở cuối phim cùng với các nhân vật khác.

## Phim

### Phim ngắn cá nhân
1. Goofy and Wilbur (1939)
2. Goofy's Glider (1940)
3. Baggage Buster (1941)
4. The Art of Skiing (1941)
5. The Art of Self Defense (1941)
6. How to Play Baseball (1942)
7. The Olympic Champ (1942)
8. How to Swim (1942)
9. How to Fish (1942)
10. El Gaucho Goofy (1943, ban đầu là một phần của Saludos Amigos, 1942)
11. Victory Vehicles (1943)
12. How to Be a Sailor (1944)
13. How to Play Golf (1944)
14. How to Play Football (1944)
15. Tiger Trouble (1945)
16. African Diary (1945)
17. Californy er Bust (1945)
18. Hockey Homicide (1945)
19. A Knight for a Day (1946)
20. Double Dribble (1946)
21. Foul Hunting (1947)
22. They're Off (1948)
23. The Big Wash (1948)
24. Goofy Gymnastics (1948)
25. Tennis Racquet (1949)
26. How to Ride a Horse (1950, ban đầu là một phần của The Reluctant Dragon, 1941)
27. Home Made Home (1950)
28. Tomorrow We Diet! (1950)
29. Motor Mania (1950)
30. Hold That Pose (1950)
31. Lion Down (1951)
32. Cold War (1951)
33. Get Rich Quick (1951)
34. Fathers Are People (1951)
35. Teachers Are People (1951)
36. No Smoking (1951)
37. Father's Lion (1952)
38. Hello, Aloha (1952)
39. Man's Best Friend (1952)
40. Two Gun Goofy (1952)
41. Two Weeks Vacation (1952)
42. How to Be a Detective (1952)
43. Father's Day Off (1953)
44. For Whom the Bulls Toil
45. Father's Week-End (1953)
46. How to Dance (1953)
47. How to Sleep (1953)
48. Aquamania (1961)
49. Freewayphobia (1965)
50. Goofy's Freeway Troubles (1965)
51. How to Hook Up Your Home Theater (2007)
52. How to Stay at Home (2021)[10]

### Phim hoạt hình chiếu rạp Donald và Goofy
Bên cạnh phim hoạt hình của riêng anh ấy và phim ngắn Mickey, cũng có một số phim ngắn chiếu rạp được giới thiệu dưới dạng phim hoạt hình Donald và Goofy (mặc dù những phim hoạt hình này có tên chính thức là phim hoạt hình Donald):
1. Polar Trappers (1938)
2. The Fox Hunt (1938)
3. Billposters (1940)
4. No Sail (1945)
5. Frank Duck Brings 'em Back Alive (1946)
6. Crazy with the Heat (1947)

### Phim truyện
1. A Goofy Movie (1995)
2. Mickey's Once Upon a Christmas (1999)
3. An Extremely Goofy Movie (2000)
4. Mickey, Donald, Goofy: The Three Musketeers (2004)
5. Mickey's Twice Upon a Christmas (2004)

### Khách mời trong phim
1. The Falcon Strikes Back (1943) (vai con rối)[11]
2. Who Framed Roger Rabbit (1988) – người đoạt giải Oscar
3. The Little Mermaid (1989) – người đoạt giải Oscar
4. Aladdin (1992) – người đoạt giải Oscar
5. Flubber (1997)
6. The Lion King 1½ (2004)
7. Saving Mr. Banks (2013)

### Truyền hình đặc biệt
- Goofy's Success Story (1955)
- Goofy's Sports Story (1957)
- A Disney Halloween (1983)
- Disneyland 30th Anniversary TV Special (1985)
- A Very Merry Christmas Parade (1989)
- Disney's Celebrate The Spirit (1992)
- The Wonderful World Of Disney: 40 Years Of Magic (1994)
- Disneyland 40th Anniversary TV Special (1995)
- Disneyland 50th Anniversary TV Special (2005)
- Disneyland 60th Anniversary TV Special (2015)
- Mickey's Tale of Two Witches (2021)
- Mickey and Minnie Wish Upon a Christmas (2021)
- Mickey Saves Christmas (2022)
- Mickey and Friends Trick or Treats (2023)

## Truyện tranh
Các dải truyện tranh là lần đầu tiên nhân vật được gọi là Dippy Dawg, nhưng tên của anh đổi thành Goofy vào năm 1936. Trong những năm đầu, các thành viên khác trong nhóm của chuột Mickey coi anh ta là kẻ can thiệp và chuyên gây hại nhưng cuối cùng lại cảm mến anh ta.

### Super Goof
Super Goof là bản ngã siêu anh hùng của Goofy, người có được sức mạnh bằng cách ăn siêu goobers (đậu phộng). Goofy trở thành nhân vật siêu anh hùng đầu tiên của Disney, nhưng một số sẽ theo sau đó, bao gồm cả Vịt Donald với tư cách là Paperinik.

## Trong trò chơi điện tử

### LoạtKingdom Hearts
Goofy là đội trưởng đội cận vệ hoàng gia tại Lâu đài Disney trong loạt trò chơi điện tử Kingdom Hearts. Không thích sử dụng vũ khí thực tế, Goofy chiến đấu chỉ với một chiếc khiên. Sau một bức thư do vị vua mất tích Mickey Mouse để lại, Goofy và Donald, những pháp sư hoàng gia, gặp Sora và cùng anh  thực hiện nhiệm vụ tìm kiếm đức Vua và những người bạn mất tích của Sora. Trong loạt trò chơi, Goofy vẫn bị coi là nhân vật phụ họa, nhưng cũng thường xuyên thể hiện sự lạc quan và đáng ngạc nhiên là anh có khả năng tiếp thu chọn lọc, thường để ý những điều người khác bỏ lỡ và giữ bình tĩnh khi Sora và Donald đánh mất nó. Lòng trung thành của Goofy cũng được thử thách khi Riku sử dụng Keyblade, do đó, thay vì theo lệnh của nhà vua, anh đã đi theo Riku. Khi Riku chuẩn bị tấn công Sora, Goofy đã sử dụng khiên của anh để bảo vệ Sora; dẫn đến việc không vâng lời nhà vua. Khi Sora, Donald và Goofy bước vào thế giới được gọi là Dòng sông vượt thời gian, Goofy nói rằng thế giới này trông rất quen thuộc; liên quan đến các phim hoạt hình của anh được thực hiện vào đầu đến giữa thập niên 1930. Nhiều lần trong loạt Kingdom Hearts, Goofy vẫn tỏ ra là người vụng về, tuy nhiên trong Kingdom Hearts II, anh ấy rất quan tâm đến chi tiết và có những giả định rất chính xác về những điều nhất định. Ví dụ: anh ấy là người đầu tiên tìm ra lý do tại sao Tổ chức XIII lại theo đuổiBeast, và anh ấy là người đầu tiên nhận ra Fa Mulan dù cô đang cải trang và phát hiện ra Mulan thực sự là một phụ nữ ăn mặc như một người lính nam. Thậm chí có một số trường hợp Goofy dường như có ý thức cao hơn cả Sora và Donald, thậm chí còn nói rằng họ nên "nhìn trước khi chúng ta nhảy lên" khi Sora và Donald nhìn thấy bóng của Mushu giống với một con rồng, mà Sora đã nhầm lẫn với một con Heartless.

### Trong các trò chơi điện tử khác
- Goofy là ngôi sao của trò chơi platform thời kỳ đầu là Matterhorn Screamer cho Apple II và Commodore 64.
- Goofy xuất hiện với tư cách là chủ sở hữu (hoặc có thể đơn giản là thủ quỹ) của cửa hàng "Junk" trong Donald Duck's Playground, Sierra On-Line phát triển và xuất bản vào thập niên 1980 cho Commodore 64, IBM PC, Apple II, Amiga và Atari ST.
- Goofy cũng đóng vai chính trong trò chơi hành động Super NES Goof Troop cùng với con trai Max và trong Goofy's Hysterical History Tour cho Sega Genesis, nơi anh làm người gác cổng và phải phục hồi những mảnh bị mất của một số vật triển lãm trong bảo tàng.
- Goofy xuất hiện chớp nhoáng trong Quackshot, một trò chơi Genesis có sự tham gia của Vịt Donald. Goofy ở trong khu di tích cổ đại ở Mexico và đưa cho Donald chiếc pít tông màu đỏ (một bản nâng cấp cho súng pít tông của Donald, cho khả năng leo tường) và một ghi chú kỳ lạ giúp giải quyết một câu đố ở Ai Cập sau này trong trò chơi.
- Anh cũng tham gia trò chơi Disney's Party trên Nintendo GameCube và Game Boy Advance với tư cách là một trong những nhân vật có thể chơi được.
- Hai trò chơi dành cho trẻ em là Goofy's Fun House cho PlayStation và Goofy's Railway Express cho Commodore 64.
- Anh cũng xuất hiện  trong Disney's Extreme Goofy Skateboarding năm 2001 cho PC.
- Goofy là một nhân vật điều khiển được trong Disney TH!NK Fast trên Wii.
- Khái niệm nghệ thuật cho Goofy được thực hiện cho sự xuất hiện của anh trong trò chơi Epic Mickey năm 2009 & 2010 trên Wii. Anh xuất hiện như một trong những "người bạn" mà Bác sĩ điên tạo ra cho Oswald the Lucky Rabbit để tái tạo thành công vẻ ngoài của Chuột Mickey. Một biến thể của anh dường như xuất hiện dưới dạng một chủ cửa hàng nhỏ tên là Tiki Sam.
- Goofy xuất hiện ngắn trong Disney's Magical Quest cho Super NES, phát hành năm 1992.
- Như đã nói ở trên, Goofy xuất hiện trong trò chơi trực tuyến Toontown Online của Disney.
- Goofy cũng là một nhân vật có thể chơi được trong Disney Golf trên PS2.
- Goofy là một trong tám tay đua có thể chơi được trong trò chơi Disney Kart: Circuit Tour trên GBA.

## Diễn viên lồng tiếng
Pinto Colvig đã lồng tiếng cho Goofy trong hầu hết các lần xuất hiện kinh điển của anh ấy từ năm 1932 (Mickey's Revue) đến năm 1938 (The Whalers) trước khi ông đối thoại thất bại với Disney và rời công ty để làm việc cho các dự án khác. Sau đó Danny Webb thay thế ông từ năm 1939 đến năm 1941. Tuy nhiên, Colvig trở lại Disney và tiếp tục vai diễn này vào năm 1944 (How to Be a Sailor) cho đến khi ông qua đời vào năm 1967. Một trong những màn trình diễn cuối của ông là nhân vật Telephone Pavilion tại Expo 67. Nhiều phim hoạt hình Goofy có lời thoại im lặng, được tái chế từ những đoạn ngắn trước đó hoặc có nhiều Goofy có âm thanh khác nhau thay vì bản gốc. Colvig cũng cho Goofy một giọng nói bình thường trong bốn phim ngắn của George Geef.

## Người thân

### Max Goof
Max Goof là con trai tuổi teen của Goofy. Anh xuất hiện lần đầu trong loạt phim truyền hình Goof Troop năm 1992 và đóng vai chính trong cả phim phụ A Goofy Movie (1995) và video trực tiếp  phần tiếp theo An Extremely Goofy Movie (2000). Anh cũng xuất hiện trong video trực tiếp Mickey's Once Upon a Christmas(1999), phần tiếp theo của nó Mickey's Twice Upon a Christmas (2004) và TV 2001 loạt House of Mouse. Max là nhân vật có thể chơi được trong trò chơi điện tử Goof Troop (1993) trên Super NES , trò chơi điện tử Disney Golf (2002) trên PlayStation 2 và trò chơi điện tử Disney's Extreme Goofy Skateboarding (2001) trên PC.

## Goofy holler
Goofy holler là một hiệu ứng âm thanh được sử dụng thường xuyên trong phim hoạt hình và phim của Walt Disney. Đó là tiếng kêu mà Goofy tạo ra khi rơi xuống hoặc phóng lên không trung, có thể phiên âm là "Yaaaaaaa-hoo-hoo-hoo-hooey!" Tiếng kêu ban đầu được ghi lại bởi một người hát yodel làHannès Schroll cho đoạn phim ngắn The Art of Skiing năm 1941. Một số nguồn tin cho rằng Schroll không được trả tiền cho bản thu âm. Bill Farmer, người lồng tiếng hiện tại cho Goofy, đã thể hiện "Goofy Holler" trong DVD The Complete Goofy của Disney. Anh cũng làm điều này trong trò chơi Kingdom Hearts.